# Marvin Woki
Pas d'image ? Cliquez ici

a Compétitions nationales et continentales officielles uniquement.

Dernière mise à jour le 20 mai 2025.
Marvin Woki, né le 13 novembre 1996, est un joueur français de rugby à XV évoluant au poste de deuxième ligne.
Il est le frère ainé de Cameron Woki.

## Carrière

### Formation
Marvin Woki commence le rugby à l'AC Bobigny 93 avant de rejoindre en 2011 le RC Massy. Il rejoint le centre de formation du Stade français Paris en 2015.
En 2016, il signe un contrat espoir de deux ans avec le Stade français. Il quitte Paris en 2018.
Durant la saison 2018-2019, il évolue au sein du centre de formation de l'US Montauban.

### En club
Marvin Woki rejoint la Fédérale 1 et la Bigorre au sein du Stado Tarbes durant l'été 2019. En une saison, il dispute 17 matchs et inscrit un essai.
En avril 2020, il décide de rejoindre le club de Rouen Normandie rugby en Pro D2 pour la saison 2020-2021. Il s'engage pour deux saisons avec le club normand. En deux saisons, il dispute 22 matchs de Pro D2.
En juin 2022, il quitte la Pro D2 pour la Nationale où il rejoint le Stade niçois. Durant la saison 2022-2023, il dispute 21 matchs et inscrit 3 essais face à l'Union Cognac Saint-Jean-d'Angély, au RC Hyères Carqueiranne et à l'US Dax.
A l'issue de la saison, il quitte Nice après une seule saison pour rejoindre la région parisienne, toujours en Nationale, et le RC Suresnes.

## Palmarès
Néant